# Suiza Central

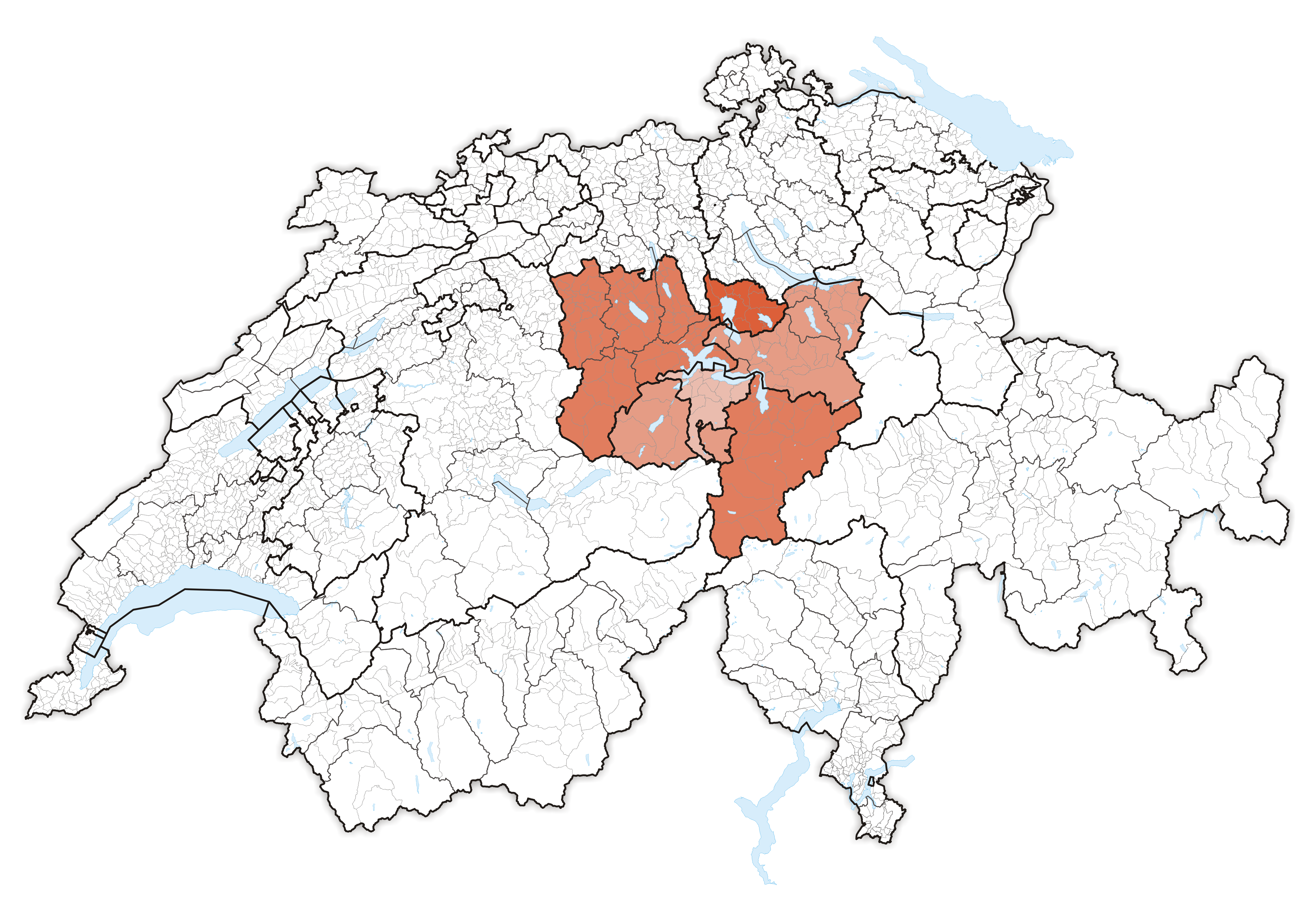
Suiza central

Suiza Central es la región prealpina geográficamente en su corazón, e históricamente en el origen de Suiza, con los cantones de Uri, Schwyz, Obwalden, Nidwalden, Lucerna y Zug.
Suiza Central es una de NUTS 2 de las Regiones Estadísticas. Como tal incluye los cantones de Lucerna, Uri, Schwyz, Obwalden, Nidwalden, Zug.